# Rimini Calcio Football Club 2009-2010
Questa pagina raccoglie i dati riguardanti il Rimini Calcio Football Club nelle competizioni ufficiali della stagione 2009-2010.

## Stagione
Nella stagione 2009-2010 il Rimini scende in terza serie nel Campionato di Prima Divisione, dopo la retrocessione dell'anno precedente dalla Serie B.

Alla guida della squadra viene chiamato Mauro Melotti, già tecnico dei biancorossi dall'estate del 1997 al febbraio del 1999.
Il primo impegno ufficiale è la Coppa Italia, competizione in cui il Rimini esce subito maturando una sconfitta casalinga ai tempi supplementari contro il Vico Equense.
Il 3 marzo 2010 l'avvocato Giovanni Boldrini, nelle vesti di portavoce della Cocif, nel corso di una conferenza stampa annuncia il disimpegno dell'azienda longianese nei confronti della squadra. La Rimini Calcio pertanto non verrà iscritta dalla Cocif al successivo campionato 2010-11. Contemporaneamente Boldrini ha anche confermato la disponibilità della proprietà ad intavolare trattative con eventuali acquirenti interessati ad assumere la gestione del club.
 Sul campo, il Rimini all'ultima giornata di campionato guadagna di rincorsa l'accesso ai Play-off (anche grazie alle 4 vittorie nelle ultime 5 gare), con il quarto posto a 51 punti, ma viene poi eliminato in semifinale al termine del doppio confronto contro l'Hellas Verona.

## Divise e sponsor
Lo sponsor tecnico per la stagione 2009-2010 è Macron. Nelle partite casalinghe la classica maglia a scacchi biancorossi è talvolta alternata da una maglia rossa con maniche bianche. Le stesse maglie casalinghe prevedono lo sponsor Banca Malatestiana, mentre su quelle da trasferta campeggiano i loghi di Sayerlack e Pretelli.
| Casa | Alternativa | Trasferta | Terza Divisa |  | Quarta Divisa |

## Organigramma societario
Area direttiva
- Presidente: Luca Benedettini
- Vice Presidente: Giorgio Drudi

Area organizzativa
- Team manager: Piergiorgio Ceccherini

Area comunicazione
- Ufficio Stampa: Giuseppe Meluzzi
- Segretario: Giorgio Drudi, Floriano Evangelisti

Area tecnica
- Direttore sportivo: Gabriele Zamagna
- Allenatore: Mauro Melotti
- Allenatore in seconda: Mirko Malferrari
- Preparatori atletici: Danilo Chiodi, Marco Greco
- Preparatore dei portieri: Giancarlo Bellucci

Area sanitaria
- Medico sociale: Cesare Gori
- Massaggiatori: Cesare Frusi, Pietro Rossini

## Rosa
| N. |                   | Ruolo | Calciatore              |
| -- | ----------------- | ----- | ----------------------- |
|    | Italia (bandiera) | P     | Maurizio Pugliesi       |
|    | Italia (bandiera) | P     | Paolo Tornaghi          |
|    | Italia (bandiera) | P     | Mattia Migani           |
|    | Italia (bandiera) | D     | Fabio Catacchini        |
|    | Italia (bandiera) | D     | Michele Rinaldi         |
|    | Italia (bandiera) | D     | Roberto Vitiello        |
|    | Italia (bandiera) | D     | Pierre Giorgio Regonesi |
|    | Italia (bandiera) | D     | Fabio Lebran            |
|    | Italia (bandiera) | D     | Michele Ischia          |
|    | Italia (bandiera) | D     | Dario Baccin            |
|    | Italia (bandiera) | C     | Alfredo Cardinale       |
|    | Italia (bandiera) | C     | Alessandro Frara        |
|    | Italia (bandiera) | C     | David D'Antoni          |
|    | Italia (bandiera) | C     | Nicola Malaccari        |

| N. |                     | Ruolo | Calciatore            |
| -- | ------------------- | ----- | --------------------- |
|    | Italia (bandiera)   | C     | Alessandro Marchi     |
|    | Italia (bandiera)   | C     | Andrea Giacomini      |
|    | Italia (bandiera)   | C     | Athos Ferretti        |
|    | Italia (bandiera)   | C     | Martin Christensen    |
|    | Italia (bandiera)   | A     | Angelo Raffaele Nolé  |
|    | Italia (bandiera)   | A     | Davide Matteini       |
|    | Italia (bandiera)   | A     | Christian Longobardi  |
|    | Italia (bandiera)   | A     | Emilio Benito Docente |
|    | Italia (bandiera)   | A     | Giacomo Tulli         |
|    | Italia (bandiera)   | A     | Daniele Morante       |
|    | Bulgaria (bandiera) | A     | Radoslav Kirilov      |
|    | Italia (bandiera)   | A     | Matteo Di Piazza      |
|    | Italia (bandiera)   | A     | Mattia Marchi         |

## Calciomercato

### Sessione estiva(dal 1/7 al 1/9)
| Acquisti | Acquisti             | Acquisti   | Acquisti              |
| R.       | Nome                 | da         | Modalità              |
| -------- | -------------------- | ---------- | --------------------- |
| P        | Paolo Tornaghi       | Inter      | comproprietà          |
| D        | Dario Baccin         | Treviso    | definitivo            |
| D        | Fabio Lebran         | Parma      | comproprietà          |
| D        | Giuseppe Lolaico     | Potenza    | fine prestito         |
| D        | Michele Ischia       | Frosinone  | definitivo            |
| C        | Andrea Giacomini     | Roma       | comproprietà          |
| C        | David D'Antoni       | Frosinone  | definitivo            |
| C        | Giancarlo Lisai      | Ivrea      | riscatto comproprietà |
| C        | Martin Christensen   | Charlton   | definitivo            |
| C        | Nicola Malaccari     | Tolentino  | definitivo            |
| C        | Salvatore Temperino  | Palermo    | prestito              |
| A        | Angelo Raffaele Nolé | Potenza    | fine prestito         |
| A        | Christian Longobardi | San Marino | comproprietà          |
| A        | Giacomo Tulli        | Vicenza    | prestito              |
| A        | Matteo Di Piazza     | Südtirol   | fine prestito         |

| Cessioni | Cessioni           | Cessioni       | Cessioni      |
| R.       | Nome               | a              | Modalità      |
| -------- | ------------------ | -------------- | ------------- |
| P        | Federico Agliardi  | Palermo        | fine prestito |
| D        | Andrea Sottil      |                | svincolato    |
| D        | Błażej Augustyn    | Legia Varsavia | fine prestito |
| D        | Emiliano Milone    | Spezia         | definitivo    |
| D        | Giuseppe Lolaico   | Potenza        | definitivo    |
| D        | Paolo Bravo        |                | svincolato    |
| C        | Adrián Ricchiuti   | Catania        | definitivo    |
| C        | Biagio Pagano      | Reggina        | definitivo    |
| C        | Giancarlo Lisai    | Olbia          | prestito      |
| C        | Giovanni La Camera | Benevento      | definitivo    |
| C        | Migjen Basha       | Frosinone      | comproprietà  |
| C        | Sorin Paraschiv    |                | svincolato    |
| A        | Daniele Paponi     | Parma          | fine prestito |
| A        | Giacomo Cipriani   |                | svincolato    |

### Sessione invernale(dal 7/1 al 1/2)
| Acquisti | Acquisti        | Acquisti | Acquisti |
| R.       | Nome            | da       | Modalità |
| -------- | --------------- | -------- | -------- |
| A        | Daniele Morante | Lanciano | prestito |

| Cessioni | Cessioni              | Cessioni   | Cessioni       |
| R.       | Nome                  | a          | Modalità       |
| -------- | --------------------- | ---------- | -------------- |
| C        | Martin Christensen    | svincolato | parametro zero |
| A        | Emilio Benito Docente | Perugia    | definitivo     |
| A        | Matteo Di Piazza      | Siracusa   | prestito       |
| A        | Mattia Marchi         | Südtirol   | prestito       |

## Risultati

### Campionato

#### Girone di andata
| Arbitro: | Bagalini (Fermo) |

|                        |           |  |
| Olivi 56’ Verratti 84’ | Marcatori |  |

| Arbitro: | Barbiero (Vicenza) |

|                     |           |                    |
| G. Tulli 53’ (rig.) | Marcatori | 44’ (rig.) Stefani |

| Arbitro: | Gallo (Barcellona Pozzo di Gotto) |

|            |           |  |
| Correa 10’ | Marcatori |  |

| Arbitro: | Pagano (Torre Annunziata) |

|                         |           |                  |
| Docente 6’ Frara 90'+5’ | Marcatori | 10’ Paolo Goisis |

| Arbitro: | Magno (Catania) |

|                                         |           |  |
| De Angelis 87’ Catacchini 90'+3’ (aut.) | Marcatori |  |

| Arbitro: | Manera (Castelfranco Veneto) |

|                |           |  |
| Longobardi 68’ | Marcatori |  |

| Arbitro: | Di Paolo (Avezzano) |

|                            |           |                                                  |
| G. Tulli 23’ Di Piazza 85’ | Marcatori | 7’ Bocalon 49’ (aut.) Catacchini 54’ Scozzarella |

| Arbitro: | Paparazzo (Catanzaro) |

|             |           |                               |
| Bazzani 47’ | Marcatori | 27’ Giacomini 46’ R. Vitiello |

| Arbitro: | Cervellera (Taranto) |

|                 |           |  |
| Frara 9’, 90+2’ | Marcatori |  |

| Arbitro: | Vivenzi (Brescia) |

|                                              |           |  |
| Tozzi Borsoi 27’, 45+1’ (rig.) Perney 90'+1’ | Marcatori |  |

| Arbitro: | Bolano (Livorno) |

|             |           |  |
| Docente 32’ | Marcatori |  |

| Arbitro: | Viti (Campobasso) |

|                                   |           |  |
| Salgado 5’, 52’ (rig.) Trezzi 71’ | Marcatori |  |

| Arbitro: | Bergher (Rovigo) |

|                               |           |  |
| Matteini 45'+1’ Cardinale 58’ | Marcatori |  |

| Arbitro: | Santonocito (Abbiategrasso) |

|                 |           |                   |
| Catania 3’, 68’ | Marcatori | 90'+1’ Longobardi |

| Rimini 29 novembre 2009, ore 14:30 CET 15ª giornata | Rimini              | 0 – 0 | Virtus Lanciano | Stadio Romeo Neri\| Arbitro: \| Di Bello (Brindisi) \| |
| Arbitro:                                            | Di Bello (Brindisi) |       |                 |                                                        |

| Arbitro: | Borriello (Mantova) |

|  |           |              |
|  | Marcatori | 53’ G. Tulli |

| Arbitro: | De Faveri (San Donà di Piave) |

|                       |           |                |
| Nolè 41’ G. Tulli 61’ | Marcatori | 4’ Campagnacci |

#### Girone di ritorno
| Rimini 20 dicembre 2009, ore 14:30 CET 18ª giornata | Rimini                 | 0 – 0 | Pescara | Stadio Romeo Neri\| Arbitro: \| Liotta (Caltanissetta) \| |
| Arbitro:                                            | Liotta (Caltanissetta) |       |         |                                                           |

| Arbitro: | Merchiori (Ferrara) |

|                                     |           |                 |
| Alessi 14’ P. Rossi 47’ Nardini 61’ | Marcatori | 90'+3’ G. Tulli |

| Arbitro: | Paparazzo (Catanzaro) |

|                     |           |  |
| Longobardi 38’, 64’ | Marcatori |  |

| Arbitro: | Irrati (Pistoia) |

|             |           |  |
| Pomante 34’ | Marcatori |  |

| Arbitro: | Saia (Palermo) |

|                              |           |                  |
| Nolè 13’, 48’ Cotacchini 51’ | Marcatori | 90+2’ Dall'Acqua |

| Arbitro: | Zonno (Bari) |

|              |           |  |
| Turienzo 34’ | Marcatori |  |

| Arbitro: | Pagano (Torre Annunziata) |

|                                |           |              |
| Cunico 26’ (rig.) Altinier 45’ | Marcatori | 89’ G. Tulli |

| Arbitro: | Pizzi (Saronno) |

|          |           |              |
| Nolè 31’ | Marcatori | 67’ Cabeccia |

| Arbitro: | Di Ciommo (Venosa) |

|                       |           |              |
| C. Tedesco 26’ (rig.) | Marcatori | 89’ Regonesi |

| Arbitro: | Baratta (Salerno) |

|          |           |              |
| Nolè 21’ | Marcatori | 67’ Lacheheb |

| Arbitro: | Di Francesco (Teramo) |

|                  |           |                       |
| Gerbino Polo 61’ | Marcatori | 25’ Nolè 67’ G. Tulli |

| Arbitro: | Mariani (Aprilia) |

|  |           |                   |
|  | Marcatori | 20’ F. Ceccarelli |

| Arbitro: | Borriello (Mantova) |

|  |           |                                           |
|  | Marcatori | 12’ Longobardi 36’ G. Tulli 73’ Giacomini |

| Arbitro: | Bergher (Rovigo) |

|                           |           |  |
| Nolè 36’ Frara 49’ (rig.) | Marcatori |  |

| Arbitro: | Gambini (Roma) |

|                |           |  |
| U. Improta 24’ | Marcatori |  |

| Arbitro: | Giacomelli (Trieste) |

|                                        |           |                      |
| Nolè 13’ Longobardi 27’ Rinaldi 90'+4’ | Marcatori | 66’ Farias 77’ Selva |

| Arbitro: | Cafari Panico (Cassino) |

|  |           |                       |
|  | Marcatori | 3’ Rinaldi 70’ Lebran |

#### Play-off
| Arbitro: | Cervellera (Taranto) |

|  |           |                |
|  | Marcatori | 62’ Dalla Bona |

| Verona 29 maggio 2010, ore 17:00 CEST Ritorno | Verona            | 0 – 0 | Rimini | Stadio Marcantonio Bentegodi\| Arbitro: \| Barbeno (Brescia) \| |
| Arbitro:                                      | Barbeno (Brescia) |       |        |                                                                 |

### Coppa Italia
| Arbitro: | Coccia (San Benedetto del Tronto) |

|                  |           |                        |
| Frara 25’ (rig.) | Marcatori | 61’ Trapani 94’ Burgos |